# Пасека-Валовська
Пасека-Валовська (пол. Pasieka Wałowska) — село в Польщі, у гміні Рава-Мазовецька Равського повіту Лодзинського воєводства.
Населення — 112 осіб (2011).
У 1975-1998 роках село належало до Скерневицького воєводства.

## Демографія
Демографічна структура станом на 31 березня 2011 року:
|          | Загалом | Допрацездатний вік | Працездатний вік | Постпрацездатний вік |
| -------- | ------- | ------------------ | ---------------- | -------------------- |
| Чоловіки | 53      | 8                  | 40               | 5                    |
| Жінки    | 59      | 12                 | 32               | 15                   |
| Разом    | 112     | 20                 | 72               | 20                   |